# Szklarska Poręba
Szklarska Poręba (udtale: [ˈʂklarska pɔˈrɛmba]  ( hør) tysk: Schreiberhau) er en by i den vestlige del af Voivodskabet Nedre Schlesien i det sydvestlige Polen. Byen har 5.933(2021) indbyggere og et areal på 75,44 km². Den er en del af powiatet (amt) Karkonosze.
Den er et vigtigt regionalt og nationalt center for bjerg vandreture, cykling og skiløb, Szklarska Poręba ligger i sudeterne, i dalen mellem Karkonosze-bjergene i syd og Jizera-bjergene i vest, i 440–886 moh. 16 km sydvest for Jelenia Góra.

## Historie
Området som landsbyen blev grundlagt på, blev i det 13. århundrede købt af hertug Bernhard 1. af Johanniterordenen der nedstammende fra Calidus Fons (nu Cieplice Śląskie-Zdrój i Jelenia Góra), som var interesserede i at finde guld og ædelsten i området. Det var en del af hertugdømmerne Lwówek og Jawor, de sydvestligste hertugdømmer af det fragmenterede Piast-regerede Polen. Landsbyen blev etableret, som en del af hertugdømmet Jawor, af tyske kolonister. Den blev første gang nævnt i 1366 og 1372 i forbindelse med en glasfabrik, forløber for den berømte senere Josephinenhütte, som Schribirshau og Schreibershow.
I 1578 flyttede flere tjekkiske protestanter til landsbyen og bidrog i høj grad til dens udvikling. I 1617 migrerede familien Preußler fra den sydlige bøhmiske side af Karkonosze-ryggen til Schlesien og modtog en koncession til at drive en flytbar glasfabrik i Schreiberhau. Landsbyens glasindustri blev domineret af familien Preußler i de næste 200 år. I 1842 fik Franz Pohl, den sidste Preußlers svigersøn, tilladelse til at etablere en ny glasfabrik i Schreiberhau. Denne Josephinenhütte blev den største og bedste glasfabrik i Schlesien, mens Schreiberhau udvidede kraftigt til at blive den største landsby i Preussen, som annekterede regionen i 1742, med 15 distrikter, der dækker 43 km²
Omkring 1900 opdagede flere kunstnere landskabets skønhed og dannede Schreiberhau kunstnerkoloni, blandt dem Gerhart Hauptmann og hans bror Carl, Otto Mueller, Wilhelm Bölsche og komponist Anna Teichmüller. I 1911 grundlagde Wanda Bibrowicz Schlesiske kunstnerisk væveværksted med et udstillingsgalleri, som eksisterede indtil 1919.
Efter Nazitysklands nederlag i Anden Verdenskrig blev Schreiberhau igen en del af Polen og fik navnet Szklarska Poręba, som bogstaveligt betyder "glasklaring". I overensstemmelse med Potsdam-aftalen blev de tyske indbyggere udvist, og landsbyen blev genbosat med polakker, mange hvoraf selv blev udvist fra polske områder annekteret af Sovjetunionen (en) i det tidligere østlige Polen. Josephinenhütten blev flyttet til Schwäbisch Gmünd. Glasfabrikken i Szklarska Poręba blev omdøbt og fortsatte med at fungere. Den 22.-27. september 1947 fandt konferencen om oprettelse af det kommunistiske informationskontor (Kominform) sted i landsbyen. Efter Koreakrigen, i 1953-1959, optog Polen 181 nordkoreanske forældreløse børn i Szklarska Poręba.

## Gallery
- Kamieńczyk vandfaldet
- Bjerghytte på Szrenica
- "Jaskółka" Villa
- Mineralogisk Museum
- Corpus Christi kirke
- Observationstårn på Wysoki Kamień